# マーク・ハーディ
マーク・R・ハーディ（Mark R. Hardy, 1988年5月3日 - ）は、カナダ連邦ブリティッシュコロンビア州キャンベルリバー出身のプロ野球選手(投手)。

## 経歴
2010年のMLBドラフトでブリティッシュコロンビア大学からドラフト43巡目でサンディエゴ・パドレスに入団した。
2011年オフの9月16日に第39回IBAFワールドカップとグアダラハラパンアメリカン競技大会の野球カナダ代表に選出された。
2012年9月11日に、第3回WBC予選のカナダ代表が発表され、代表入りした。
2013年1月17日に、第3回WBC本戦のカナダ代表が発表され、代表入りした。

## 詳細情報

### 代表歴
- 2011 IBAFワールドカップ カナダ代表
- 2011年パンアメリカン競技大会野球カナダ代表
- 2013 ワールド・ベースボール・クラシック・カナダ代表